# Raising Sand
A Raising Sand a Led Zeppelin legendás énekese, Robert Plant és az amerikai country-énekesnő, Alison Krauss közös albuma. 2007. október 23-án jelent meg a Rounder Records kiadásában, az első héten Billboard lista #2. helyén debütált, 112 000 eladott példánnyal. Ez volt a legmagasabb  helyezés, amit az előadók szólóban elértek. (Robert Plant többször szerepelt az #1. helyen a Led Zeppelin tagjaként.) Az album a második héten az eladási lista #6. helyére került 81 000 eladott példánnyal. Az első két hétben 193 000 fogyott belőle.

## Számok listája
1. Rich Woman (Dorothy LaBostrie, McKinley Miller) – 4:04
2. Killing the Blues (Rowland Salley) – 4:16
3. Sister Rosetta Goes Before Us (Sam Phillips) – 3:26
4. Polly Come Home (Gene Clark) – 5:36
5. Gone, Gone, Gone (Done Moved On) (Phil Everly, Don Everly) – 3:33
6. Through the Morning, Through the Night (Gene Clark) – 4:01
7. Please Read the Letter (Charlie Jones, Michael Lee, Jimmy Page, Robert Plant) – 5:53
8. Trampled Rose (Tom Waits, Kathleen Brennan) – 5:34
9. Fortune Teller (Naomi Neville) – 4:30
10. Stick with Me, Baby (Mel Tillis) – 2:50
11. Nothin' (Townes Van Zandt) – 5:33
12. Let Your Loss Be Your Lesson (Little Milton) – 4:02
13. Your Long Journey (A. D. Watson, Rosa Lee Watson) – 3:55

## Előadók
- Robert Plant – ének
- Alison Krauss – ének
- T-Bone Burnett – producer, akusztikus gitár, gitár, basszusgitár
- Riley Baugus – bendzsó
- Jay Bellerose – dob
- Norman Blake – akusztikus gitár
- Dennis Crouch – basszusgitár, akusztikus basszusgitár
- Gregory Liesz – steel gitár
- Marc Ribot – akusztikus gitár, bendzsó, dobro, gitár
- Mike Seeger – autoharp
- Patrick Warren – billentyűk, orgona, zongora

## Külső hivatkozások
- Hivatalos weboldal